# Perizoma obscura
Perizoma obscura är en fjärilsart som beskrevs av Barend J. Lempke 1969. Perizoma obscura ingår i släktet Perizoma och familjen mätare. Inga underarter finns listade i Catalogue of Life.